# Trouvère
Pour les articles homonymes, voir Trouvère (homonymie).

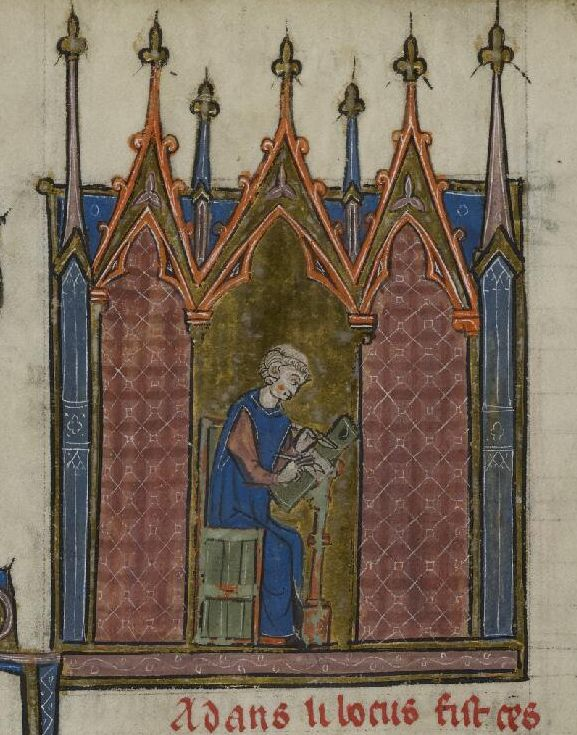
Adam de la Halle.

Le trouvère est un poète et compositeur de langue d'oïl au Moyen Âge. Les trouveresses sont les femmes trouvères.    
Son équivalent en pays de langue d’oc est le troubadour.      

## Origine

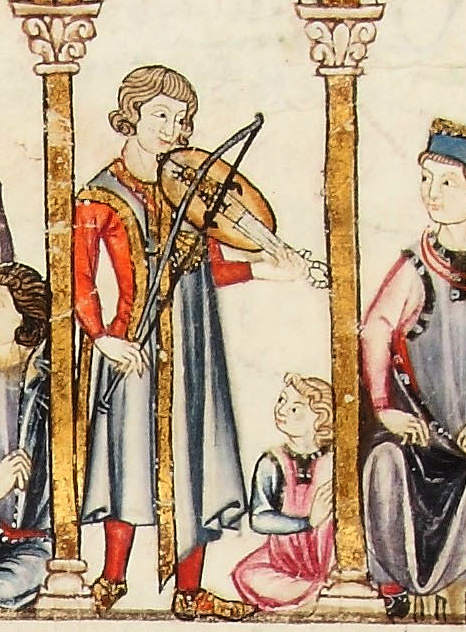
Un joueur de vièle, enluminure tirée des Cantigas de Santa Maria, XIIIe siècle

Les trouvères composaient des chants qu'ils pouvaient interpréter ou faire jouer. Un musicien qui chante des poésies, s'accompagnant d'une vièle, est appelé un jongleur. Des ménestriers ou ménestrels sont formés dans des écoles spécialisées de ménestrandie. De culture d'oïl, dans le Nord de la France, pendant le Moyen Âge, cet essor correspond à l'œuvre des troubadours, de langue d'oc, dans le sud de la France. 
Les trouvères utilisent la langue d'oïl au lieu du latin, qui commence à se perdre dans le domaine de la poésie, et contribuent par là à la création d'une poésie en ancien français et à poser les fondements d'une littérature française. Les trouvères inventent leurs mélodies et les accompagnent de ritournelles instrumentales. Ils écrivent, sur le thème de l'amour courtois (qui décrit la façon de se tenir en présence d'une femme), des pièces chantées le plus souvent par des chevaliers liés par le serment de l'hommage à leur femme mais aussi des exploits chevaleresques.

## Étymologie
Le mot « trouvère » partage la même étymologie que troubadour, à savoir un hypothétique verbe latin populaire *tropāre « composer, inventer un air » d'où « composer un poème », puis « inventer, découvrir », dérivé de tropus « figure de rhétorique » (cf. latin contropare, voir « controuver »). Le radical trop- a été associé en gallo-roman au suffixe d'agent -ātor, atōris, d'où les formes gallo-romanes *TROPĀTOR > trovere en ancien français (cas sujet) « trouvère » et *TROPATŌRE > trovee « trouver » (cas régime). Le terme est attesté de manière contemporaine par les mots trobaire et trobador en langue d'oc, ce qui n'implique pas d'emprunt d'une langue à l'autre. La première mention du terme se trouve chez Benoît de Sainte-Maure dans son Roman de Troie au sens de « compositeur, auteur ». En effet, les trouvères, comme les troubadours, sont des poètes-compositeurs.

## Genres
Les trouvères utilisent plusieurs genres de poésie. Ce sont entre autres le rotrouenge, chanson à refrain, le serventois, chanson badine, le rondeau, la tenson ou le débat, le jeu-parti, discussion poétique ou amoureuse, la pastourelle, dialogue champêtre. C'est toujours d'amour courtois qu'il s'agit. Mais il y a également le lyrisme satirique de Rutebeuf.

## Quelques trouvères célèbres
- Adam de la Halle
- Alard de Caux
- Audefroi le Bâtard
- Baudouin de Condé
- Bertrand de Bar-sur-Aube
- Chardon de Croisilles
- Jean de Condé, son fils
- Blondel de Nesle
- Jean Bodel
- Gace Brulé
- Charles d'Orléans
- Conon de Béthune
- Le Châtelain de Coucy
- Eustache Le Peintre
- Gauthier de Coincy
- Gillebert de Berneville
- Guillaume d'Amiens
- Huon de Villeneuve
- Jacques de Cysoing
- Jehannot de Lescurel
- Othon de Grandson
- Pierre Mauclerc
- Robert de Blois
- Rutebeuf
- Thibaut IV de Champagne
- Watriquet de Couvin
- Colin Muset